# William Collins Whitney
William Collins Whitney (Conway, 5 luglio 1841 – 2 febbraio 1904) è stato un politico statunitense.

## Biografia
Fu il trentunesimo segretario della marina statunitense sotto il presidente degli Stati Uniti d'America e Grover Cleveland. Vantava antiche origini: diretto discendente dell'inglese John Whitney, i componenti della famiglia dell'epoca una volta immigrati nel continente si stabilirono a Watertown, nello stato del Massachusetts, nel 1635. Suo padre era il generale di brigata James Scollay Whitney, la madre si chiamava Laurinda Collins, diretta discendente del governatore del Plymouth William Bradford.
Studiò al Williston Seminary ed in seguito all'università Yale, il 13 ottobre 1869 sposò Flora Payne, figlia del senatore Henry B. Payne. I due ebbero 5 figli:
- Harry Payne Whitney (1872-1930)
- Pauline Payne Whitney (1874-1916)
- William Payne Whitney Payne Whitney (1876-1927)
- Oliver Whitney (1878-1883)
- Dorothy Payne Whitney (1887-1968)